# Gindosuli
Gindosuli is een bestuurslaag in het regentschap Zuid-Bengkulu van de provincie Bengkulu, Indonesië. Gindosuli telt 849 inwoners (volkstelling 2010).